# Tihama

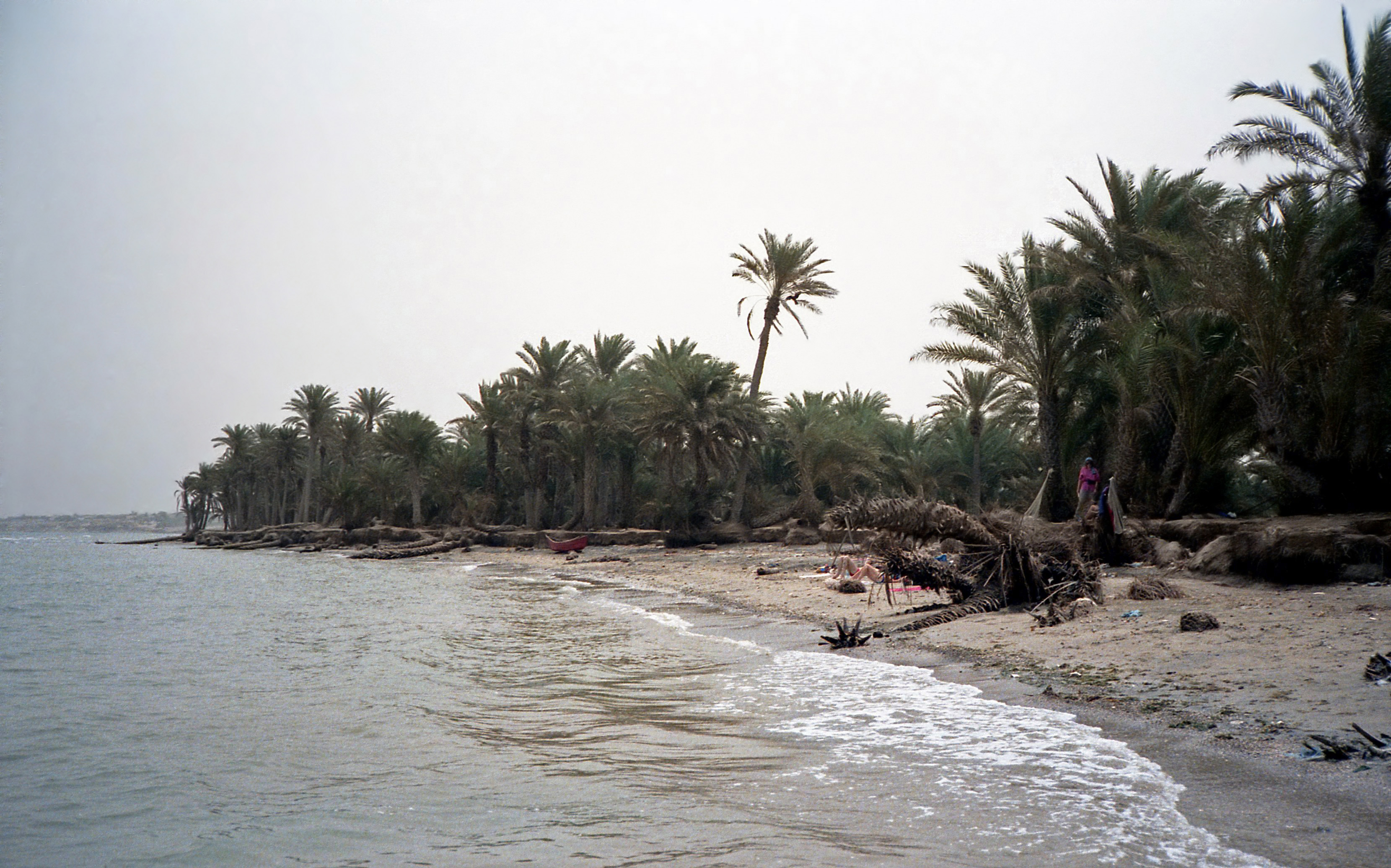
Tihama cerca de Khaukha, Yemen

Tihama es una llanura costera de la península arábiga que se halla junto al mar Rojo y se extiende entre el golfo de Áqaba y el estrecho de Bab el Mandeb, siguiendo la costa de Arabia Saudí y Yemen. Más a menudo, recibe este nombre entre la ciudad árabe de Yeda y el sur de Yemen.
Esta región, estrecha y alargada, está formada por dunas y llanuras áridas, con excepción de algunos oasis. La costa es peligrosa para los barcos, y los puertos son escasos y espaciados, sobre todo en el norte. Está dividida en tres partes: la parte norte es conocida como Tihama del Hiyaz las tierras bajas entre el mar Rojo y las montañas del interior entre el golfo de Áqaba y la ciudad de Yeda. El antiguo reino de Hiyaz comprendía las ciudades de Medina y La Meca. La parte central es conocida como Tihama del Asir, introducida en el siglo XX, por la provincia de Asir, al sudoeste de Arabia Saudí. La parte sur se denomina Tihama del Yemen, entre Jizán y el estrecho de Bab el Mandeb. Algunos geógrafos la hacen continuar hacia el este, pues el sur de Yemen forma parte de la misma ecorregión de desierto costero nublado de la península arábiga.
En 1997 fueron descubiertos restos arqueológicos en Tihama, al oeste de Yemen, en la localidad de al-Mutaynah, concretamente, cinco megalitos de granito de 20 toneladas de entre 1800 y 2400 a. C., herramientas de cobre y objetos de obsidiana como rascadores y cuchillas que podrían formar parte de una tardía Era del bronce yemení.

## Flora
La mayor parte de la llanura está formada por dunas y es muy calurosa e inhóspita. La mayor parte al norte de Zabid, en Yemen, está exenta de árboles. Sin embargo, algunos lugares poseen un denso matorral compuesto casi exclusivamente por Acacia ehrenbergiana, y puede asumirse que es la vegetación natural de Tihama. Hay parcelas de Salvadora persica, y viejos árboles de Balanites aegyptiaca, así como colonias de palmeras salvajes Hyphaene thebaica y plantaciones de palmera datilera Phoenix dactylifera

## Historia
La población de Tihama, zaraniq, muestra la influencia del cercano Cuerno de África: una parte importante tiene entre sus ancestros a esclavos africanos, las mujeres no llevan velo y llevan coloridos vestidos (en Yemen) y la casa tradicional es la choza redonda con tejado de paja. La mayoría son sunitas.
En tiempos históricos, la Tihama yemenita dependió de los reinos de Najrán, Himyar y Aksum. Bajo la colonización turca, los guerreros de la tribu yemení de los zaraniq, piel oscura, barba teñida con henna, libraron fieros combates contra los otomanos. 
En 1928, las tribus zaraniq, pro-idrisíes, se rebelaron contra el imán Yahya Ibn al-Husayn, rey de Yemen entre 1926 y 1948, y reclamaron un estado independiente con Al Hudayda como capital. El tratado de Taif, en 1934, sentenció que el sur de Tihama pasaría a formar parte de Yemen. El acuerdo fronterizo de Yedda, del año 2000, ratificó que Yemen concedía definitivamente las provincias de Asir, Najrán y Yizán a Arabia Saudí.
En diciembre de 1982, el terremoto de Dhamar de 1982, afectó a toda la región y dejó unos 3.000 muertos en Tihama.